# Zeitschrift für Politische Psychologie und Sexualökonomie
Die Zeitschrift für Politische Psychologie und Sexualökonomie (ZPPS) wurde im Mai 1934 von dem österreichischen Psychoanalytiker Wilhelm Reich im dänischen Exil in Kopenhagen gegründet und ab 1935 in Oslo weitergeführt. Sie erschien als Vierteljahresschrift, mehrmals als Doppelnummer, in insgesamt 15 Ausgaben. Die letzte Ausgabe erschien Anfang 1938. Für die Hefte 1–12 firmierte Reich unter seinem Pseudonym Ernst Parell als Herausgeber, für die Hefte 13–15 der norwegische Schriftsteller Sigurd Hoel.

## Vorgeschichte
Wilhelm Reich, der Gründer und spiritus rector der ZPPS, wurde 1919, noch als Student der Medizin, Mitglied der Wiener Psychoanalytischen Vereinigung. Deren Vorsitzender, der Begründer der Psychoanalyse Sigmund Freud, erkannte in ihm eine große Begabung und betraute ihn bald mit der Ausbildung des Nachwuchses. Reich galt in den Zwanziger Jahren als einer der produktivsten Psychoanalytiker („Widerstandsanalyse“; „Charakteranalyse“). Ein Konflikt Reichs mit Freud bahnte sich jedoch an, als Reich seinem Lehrer Freud zu dessen siebzigsten Geburtstag (6. Mai 1926) ein Buch widmete, das die Grundlagen seiner Lehre der Sexualökonomie (dazu unten) in psychoanalytischer Terminologie enthält. Dieser Konflikt, in dem es um grundsätzliche Auffassungen über die Entstehung der Neurosen (als Massenphänomen), über Kriterien für deren Heilung (Gesundheitsbegriff) und über Möglichkeiten für deren Prävention (politische Stellungnahme) ging, wurde nie öffentlich diskutiert und endete damit, dass Reich 1933 aus der Deutschen Psychoanalytischen Gesellschaft und Ende August 1934 auf dem 13. Psychoanalytischen Kongress in Luzern aus der Internationalen Psychoanalytischen Vereinigung ausgeschlossen wurde.
Reich hatte seine Fachartikel in der Regel in Zeitschriften publiziert, die von Organisationen der Psychoanalyse herausgegeben wurden. Ende 1931 reichte er seinen Artikel Der masochistische Charakter. Eine sexualökonomische Widerlegung des Todestriebes ein. Freud, der die Hypothese des Todestriebes 1920 aufgestellt hatte, ließ den Artikel nur widerwillig passieren, notierte aber am 1. Januar 1932 in sein Tagebuch: „Schritte gegen Reich.“ Hinter den Kulissen begannen nun die Vorkehrungen, um einen möglichst lautlosen Ausschluss Reichs zu bewerkstelligen. Ebenfalls Ende 1931 hatte Reich sein Buch Der Einbruch der Sexualmoral. Zur Geschichte der sexuellen Ökonomie, in dem er u. a. ethnologische Argumente gegen die Todestriebtheorie ins Feld führt, in dem von ihm in Berlin gegründeten Verlag für Sexualpolitik erscheinen lassen. Schon zu dieser Zeit, spätestens aber, als der Psychoanalytische Verlag Anfang 1933 den Vertrag zur Herausgabe seines Buches Charakteranalyse annullierte, war Reich klar, dass er nun seine weiteren Publikationen selbst verlegen musste. Zur Gründung der ZPPS kam es, wegen der turbulenten Zeitereignisse, erst Anfang 1934 im dänischen Exil.
Parallel zur Entwicklung von Reichs Konflikt mit Freud wegen gegensätzlicher anthropologischer Grundauffassungen („Sexualökonomie“) kam es zu Divergenzen wegen Reichs praktischer und theoretischer Ausgriffe auf die Gebiete der Politik und Soziologie, die sich aus seiner Überzeugung ergaben, dass die Massenneurose nicht einzeltherapeutisch zu bewältigen sei, sondern nur präventiv im gesellschaftlichen Maßstab („Politische Psychologie“). Reich gründete deshalb um 1927 in Wien Beratungsstellen und engagierte sich in der SPÖ, später, ab 1930 in Berlin, in der KPD. Außerdem versuchte er durch Schriften wie Dialektischer Materialismus und Psychoanalyse (1929) eine Synthese aus Marxismus und Psychoanalyse einzuleiten.
Eine solche Synthese dieser beiden „kritischen Theorien“ wurde in dem Jahrzehnt von ca. 1925–35 von mehreren Autoren versucht. Zu der Gruppe marxistischer Psychoanalytiker, die sich um Reich bildete, als dieser 1930 von Wien nach Berlin kam, gehörten u. a. Erich Fromm und Otto Fenichel. Sie löste sich Anfang 1933 auf, weil die einzelnen Teilnehmer in verschiedene Exilorte verschlagen wurden. Fromm wurde für einige Jahre Mitarbeiter bei der 1932 von Max Horkheimer gegründeten Zeitschrift für Sozialforschung. Fenichel schrieb für Reichs ZPPS noch einen programmatischen Artikel, ging dann aber einen getrennten Weg. Reich musste Mitarbeiter für die ZPPS in Skandinavien großteils neu gewinnen.

## Programm und Themen
Das erste Heft der ZPPS beginnt mit einer Einführung, in der die eigene Position sowohl gegenüber Freud und dem Großteil der Psychoanalytiker als auch gegenüber der von der KPD bzw. WKP (B) bestimmten Linie der kommunistischen Bewegung umrissen wird.
An die Adresse der ersten gerichtet ist der Vorwurf, „dass die echten Forscher, die die Erkenntnis des Naturprozesses vorwärtstreiben, sich nicht zu ihrer gesellschaftlichen Funktion bekennen wollen.“ Die Wertfreiheit, die diese Wissenschaftler für ihre Arbeit postulieren, führe dazu, dass sie „regelmäßig an bestimmten Stellen ihrer Theoriebildung scheitern.“ Man werde zeigen, „dass die Trennung von Sein und Sollen künstlich ist, dass das Sollen mit Eigengesetzlichkeit aus der Erkenntnis des Seins hervorgeht.“ Dies gelte ebenso im sozialen Bereich: „Konsequente, unbeirrte Wissenschaft ist an sich revolutionär, entwickelt automatisch praktische Konsequenzen, und die sozialistische Politik ist im Grunde nichts anderes als die Praxis der wissenschaftlichen Weltanschauung.“
Anders als die apolitischen Forscher machten die „der politischen Reaktion ergebenen Wissenschaftler … die Rassetheoretiker, die Eugeniker … Geisteswissenschaftler und Psychologen wie etwa Spranger, Klages, Prinzhorn, Heidegger u. a. … kein Hehl aus ihrer Gesinnung.“ Die Mitarbeiter der ZPPS: „Wir wollen der bewusst reaktionären Wissenschaft eine bewusst revolutionäre entgegenstellen.“ Um dies zu erreichen, werde man „die Untersuchungsmethode des dialektischen Materialismus auf dem Gebiete der Sexualökonomie und Massen-Psychologie konsequent anwenden.“
Die Notwendigkeit der Erarbeitung einer dialektisch-materialistischen Psychologie sei in der gegebenen historischen Situation evident, nachdem „die politische Reaktion bei kompletter Erschütterung ihrer ökonomischen Struktur und Basis so glänzende Erfolge mit massenpsychologischen Mitteln“ erzielt.

### Politische Psychologie
Reich war als Psychoanalytiker bereits Mitte der 1920er Jahre zu der Überzeugung gelangt, dass die Neurose als Massenerkrankung nicht durch Einzeltherapien zu bekämpfen, sondern nur durch Massenprophylaxe zuallererst an ihrer Entstehung in der Kindheit zu hindern sei. Die Psychoanalyse habe die wissenschaftlichen Grundlagen, die für eine solche Prophylaxe benötigt werden, im Wesentlichen erarbeitet. Jetzt käme es darauf an, sie im Rahmen eines politischen Konzepts in die Praxis umzusetzen. Reich war zu jener Zeit, also um 1930, der Auffassung, dass nur eine Gesellschaft, in der das kapitalistische Wirtschaften abgeschafft ist, in der Lage sei, ein entsprechendes politisches Programm zu realisieren, da sie, im Gegensatz zur bisherigen Gesellschaftsordnung, an mündigen, nicht-neurotischen Menschen interessiert beziehungsweise sogar auf sie angewiesen sei.
Wesentliche Bereiche dieses politischen Konzepts betrafen eine Neugestaltung des Sexuallebens. Reichs stellte seine Ideen dazu deshalb erstmals 1930 auf einem Kongress der Weltliga für Sexualreform in Wien vor. Er entwarf ein weit in die Zukunft reichendes Programm – Behebung der Wohnungsnot, völlige wirtschaftliche Unabhängigkeit der Frau, freie Geburtenregelung, Vergesellschaftung der Kindererziehung, Absterben der Religion als Massenerscheinung –, das langfristig auf eine „Umstellung der Gesamtpersönlichkeit“, das heißt auf eine nichtneurotische Persönlichkeitsstruktur, abzielt. Die Mehrzahl der versammelten bürgerlichen Sexualforscher ließ sich, wie Reich selbst abschließend feststellte, nicht für seine Ideen gewinnen.
Reich verließ kurz darauf Wien, ging nach Berlin, wo er der KPD beitrat und zwecks Realisierung seiner „sexualpolitischen“ Ziele in deren organisatorischem Rahmen die Unterorganisation der „Sexpol“ gründete. Die Sexpol sollte in politisch bewegter Zeit, als Ergänzung zur „ökonomoistischen“ Agitation der Partei, den unpolitischen oder den nach einem autoritären Regime rufenden Menschen vermitteln, dass ihre persönliche, großteils psychische und sexuelle Not ihre gesellschaftliche Ursache im kapitalistischen System habe und in einem sozialistischen Schritt für Schritt beseitigt würde. Über den Erfolg der Sexpol-Agitation gibt es keine verlässlichen Daten. Die Trennung der KPD von der Sexpol geschah, nach der historischen Niederlage der linken Kräfte (Machtergreifung der NSDAP), bereits im Herbst 1933, nachdem Reich – mittlerweile im Exil – sein Buch Massenpsychologie des Faschismus, seine erste größere Schrift zur politischen Psychologie, veröffentlicht hatte und wegen seiner darin geübten Kritik an der Politik der KPD aus dieser ausgeschlossen wurde. Von nun an agierte die Sexpol ohne organisatorische Bindung.
Reich veröffentlichte, zum Teil unter Pseudonym (Ernst Parell, Walter Roner, Jonny), im Anschluss an die Massenpsychologie des Faschismus eine Reihe von Arbeiten in der ZPPS, in denen er seine politische Psychologie weiterentwickelte:
- Was ist Klassenbewusstsein?
- Einwände gegen Massenpsychologie und Sexualpolitik
- Die Funktion der „objektiven Wertwelt“
- Unterschiede zwischen liberalistischer Sexualreform und revolutionärer Sexualpolitik
- Der Kampf um die neue Moral – Die Bremsung der Sexualrevolution in der UdSSR
- Der kulturpolitische Standpunkt der Sexpol
- Die drei Grundelemente des religiösen Gefühls[8]

Diese Artikel und überhaupt das Erscheinen der ZPPS fallen in die politisch ereignisreichen Jahre 1934–1939. Die Erfolge der Nationalsozialisten ebenso wie die Festigung des Stalinismus in der Sowjetunion, 1938 kulminierend in den Moskauer Prozessen, führten Reich, indem er sie durch seine politische Psychologie analysierte, sukzessive zur Abkehr auch von der trotzkistischen Variante des Kommunismus, der er Mitte der 1930er Jahre noch anhing. Seine politische Position am Ende der Sexpol-Zeit skizzierte er 1940/41 in den Folgen 4 und 5 der Politisch-Psychologischen Schriftenreihe der Sexpol unter dem Titel „Arbeitsdemokratie“.
Im Kern ging es in der Reich'schen politischen Psychologie darum, ein Konzept zu entwickeln, das langfristig, wie Reich 1930 formuliert hatte, die „Umstellung der Gesamtpersönlichkeit“, die Entwicklung der Menschen zu autonomen Persönlichkeiten, bewirkt. Das sagt auch der Untertitel seines 1936 erschienenen Buches Die Sexualität im Kulturkampf: „Zur sozialistischen Umstrukturierung des Menschen“, den er 1945, für eine Neuauflage des Buches, umformulierte: „Zur charakterlichen Selbststeuerung des Menschen.“ Die zentrale Thematik Reichs, die Freiheitsunfähigkeit des gegenwärtigen Menschen, wurde von Erich Fromm, der Anfang der 1930er Jahre mit Reich kooperiert hatte, durch sein 1941 erschienenes Buch Escape from Freedom (deutsch 1945ff: Die Furcht vor der Freiheit) populär gemacht, allerdings in einer Weise, die Reich missbilligte.

### Sexualökonomie
In der oben erwähnten Einführung ist Sexualökonomie als „Lehre von den individuellen und gesellschaftlichen Gesetzen des Sexualitäts-Prozesses“ definiert, die in der noch auszuarbeitenden dialektisch-materialistischen Psychologie die zentrale Stellung einnehmen wird. Ein genaueres Verständnis setzt die Kenntnis von Reichs psychoanalytischen Arbeiten voraus, in denen die Regulierung, der „Haushalt“, die Ökonomie der Libido bzw. der sexuellen „Energie“ im Zentrum steht.
In der ZPPS erschienen eine Reihe von Artikeln zur Sexualökonomie, alle von Reich verfasst, in denen er seine Fortentwicklung der Theorie und Praxis der Psychoanalyse bzw. Charakteranalyse dokumentiert:
- Der Orgasmus als elektrophysiologische Entladung
- Ein Widerspruch in der Freud'schen Verdrängungslehre
- Der Urgegensatz des vegetativen Lebens
- Die vegetative Urform des Libido-Angst-Gegensatzes
- Überblick über das Forschungsgebiet der Sexualökonomie
- Fortpflanzung eine Funktion der Sexualität
- Der Orgasmusreflex
- Der dialektische Materialismus in der Lebensforschung[8]

Die Inhalte dieser Artikel gingen in zwei Bücher ein, die Reich später herausbrachte:
- Die Sexualität im Kulturkampf – 1936 im Sexpol-Verlag Kopenhagen, 1945 revidiert in englischer Übersetzung als The Sexual Revolution und 1966 wieder deutsch als Die Sexuelle Revolution;
- Die Entdeckung des Orgons. Band 1: Die Funktion des Orgasmus – zuerst in englischer Übersetzung 1942; deutsch 1969.

### Sexpol
„Sexpol“ ist eine Abkürzung für Sexualpolitik. Die Sexpol steht für eine politische Bewegung, die anfänglich mit dem „Deutschen Reichsverband für proletarische Sexualpolitik“, einer Unterorganisation der KPD, identisch war. Sie wurde auf Initiative von Wilhelm Reich im Herbst 1931 aus einer Reihe von regionalen sexualreformerischen beziehungsweise sexualrevolutionären Verbänden gegründet und auf eine einheitliche „Plattform“ gestellt. Deren Programmpunkte waren etwa die Forderung nach Änderung der Gesetze, die Ehe und Schwangerschaftsabbruch regelten, Heimurlaub für Strafgefangene und Beseitigung der Prostitution. Als Verbandszeitschrift wurde das bereits regional existierende Organ Die Warte übernommen. Im von Reich in Berlin gegründeten Sexpol-Verlag erschienen 1932 Reichs Studie Der Einbruch der Sexualmoral und Annie Reichs populäre Sexualaufklärungsbroschüren Der Verein „Das Kreidedreieck“ (für Kinder) und Wenn dein Kind dich fragt (für Eltern). Obwohl die Sexpol der KPD ermöglichte, durch Anknüpfung an alltägliche Probleme eine Schicht unpolitischer Menschen für ihre Politik zu gewinnen, gab es parteiintern große Widerstände und Feindseligkeiten. „Reich will, dass wir aus den Turnhallen unserer Vereine Bordelle machen“ oder „Bespeiung der proletarischen Mädchen“ waren Parolen, mit denen Gegner der Sexpol schließlich durchsetzten, dass zunächst Reichs Bücher nicht mehr von den Parteiorganisationen vertrieben wurden und bald darauf der „Reichsverband“, also die Sexpol, als Organisation innerhalb der KPD liquidiert wurde. Reich selbst wurde nach Veröffentlichung seines Buches Massenpsychologie des Faschismus (1933), in dem er die psychologischen Gründe der Niederlage der KPD von 1933 analysierte, im Herbst 1933 aus der Partei ausgeschlossen. Die Sexpol innerhalb der KPD war eine Episode, die sich gut ein Jahr lang in einem Aufbaustadium gegen starke innerparteiliche Widerstände befand und Anfang 1933 im Strudel der Ereignisse unterging. Sie fand in historischen Darstellungen zur Parteigeschichte keine Erwähnung.
Nach der Liquidierung als Unterorganisation der KPD und dem Ausschluss Reichs aus der KPD wurde die 1934 von Reich (unter dem Pseudonym Ernst Parell) im skandinavischen Exil gegründete ZPPS die Hauptaktivität der Sexpol, die nun an keine Organisation mehr gebunden war. Zusätzlich zu ihr erschienen im Sexpol-Verlag Bücher und Broschüren von Reich sowie eine Politisch-Psychologische Schriftenreihe der Sexpol mit den Folgen:
- Nr. 1: Was ist Klassenbewusstsein? von Ernst Parell (d. i. Wilhelm Reich), 1934
- Nr. 2: Dialektischer Materialismus und Psychoanalyse von Wilhelm Reich, 1934
- Nr. 3: Religion, Kirche, Religionsstreit in Deutschland von Karl Teschitz (d. i. Karl von Motesiczky), 1935
- [Nr. 3a: Masse und Staat (anonym, „nur zur internen Diskussion, nicht im Handel“)], 1935
- Nr. 4: Die natürliche Organisation der Arbeit in der Arbeitsdemokratie, von einem Laboratoriumsarbeiter (d. i. Wilhelm Reich), 1939
- Nr. 5: Weitere Probleme der Arbeitsdemokratie, von einem Laboratoriumsarbeiter (d. i. Wilhelm Reich), 1941

Die Sexpol war in den Jahren 1933–1939 eine lockere Gruppierung von Menschen in verschiedenen europäischen Ländern, die als exilierte „versprengte Linke“, als Anarchisten, Trotzkisten oder „proletarische Freidenker“, der Reich'schen Analyse der politischen Lage nahestanden, ohne eine formelle Organisation zu bilden. Sie berichteten in der ZPPS in den Rubriken Sexpol-Korrespondenz und Sexpol-Bewegung über politisch-psychologisch relevante Vorgänge an ihren jeweiligen Standorten oder aus dem spanischen Bürgerkrieg.

## Nachweise
1. ↑  Die Details dieses Vorgangs sind für die Vorgeschichte der ZPPS an sich sehr aufschlussreich, können aber hier nicht präsentiert werden. Vgl. Der Ausschluss Wilhelm Reichs aus der Internationalen Psychoanalytischen Vereinigung; sowie: Karl Fallend / Bernd Nitzschke (Hg.): Der „Fall“ Wilhelm Reich. Frankfurt/M.: Suhrkamp 1997
2. ↑  vgl. z. B. Psychoanalyse und Marxismus. Dokumentation einer Kontroverse. Hg. Hans Jörg Sandkühler. Frankfurt/M.: Suhrkamp 1971
3. ↑  Otto Fenichel: Über die Psychoanalyse als Keim einer zukünftigen dialektisch-materialistischen Psychologie. In: ZPPS, Band 1 (1934), S. 43–62 (online)
4. ↑  [o. Verf.] Zur Einführung. In: ZPPS, Band 1, Heft 1, S. 1–4; alle Zitate dieses Abschnitts aus diesem Text (online)
5. ↑  Reich hatte im Herbst 1933 sein Buch Massenpsychologie des Faschismus veröffentlicht, in dem er die allen marxistischen Erwartungen zuwiderlaufende Niederlage der Arbeiterbewegung in Deutschland analysiert, und war dafür aus der KPD ausgeschlossen worden.
6. ↑  Wilhelm Reich: Die Sexualnot der werktätigen Massen und die Schwierigkeiten der Sexualreform. In: Sexualnot und Sexualreform. Verhandlungen des IV. Kongresses der Weltliga für Sexualreform, Wien 1930
7. ↑  Vgl. dazu: Marc Rackelmann: Wilhelm Reich und die Sexpol. In: James de Meo / Bernd Senf (Hg.): Nach Reich. Frankfurt/M.: Zweitausendeins 1997, S. 250–275
8. 1 2  Siehe Inhaltsverzeichnisse zur ZPPS
9. ↑  Vgl. dazu Sigurd Hoel: Der Moskauer Prozess. In: ZPPS, Band 4 (1937), Heft 2 (13), S. 90–109
10. ↑  Das Buch erschien 1945 in englischer Übersetzung, als The Sexual Revolution, 1966 im deutschen Original als Die Sexuelle Revolution.
11. ↑  Vgl. Rezensionen vom Reich'schen Standpunkt auszugsweise übersetzt in: Bernd A. Laska: Über Erich Fromm in: wilhelm-reich-blätter, Heft 5,6/79, S. 123–137
12. ↑  Dieses Buch wurde von Reich später sehr stark überarbeitet und ist im Buchhandel seit 1971 nur in dieser Version erhältlich. Für Studien zur Sexpol ist die Ausgabe von 1933, die 1968ff ohne Lizenz zahlreich nachgedruckt wurde, zu empfehlen.
13. ↑  Zum Kontext in Reichs Biographie vgl. Bernd A. Laska: Wilhelm Reich. Reinbek: Rowohlt (1981), 6. Aufl. 2008, S. 65–85 (70–73); Zitatnachweise dort;

zu organisationsgeschichtlichen Details vgl. Marc Rackelmann: Was war die Sexpol? In: emotion (ISSN 0720-0579), Heft 11, 1994, S. 56–93;

zum größeren theoretischen Kontext der Sexpol vgl. Hans-Peter Gente (Hg.): Marxismus, Psychoanalyse, Sexpol. Band 1. Frankfurt/M.: Fischer-TB 1970
14. ↑  Vgl. die Inhaltsübersichten zu allen Ausgaben der ZPPS